# Quaesitor
Le quaesitor (en grec : κοιαισίτωρ, κυαισίτωρ) est un fonctionnaire de police à Constantinople. En tant que magistrat, il est responsable du contrôle des flux de migrations légales et illégales dans la capitale de l'Empire byzantin,. Ce poste est créé en 539 par la Novelle 80 de l'empereur Justinien, dans le but de faire face à l'arrivée de personnes désœuvrées dans la cité impériale, susceptibles de devenir des criminels ou des voleurs,. L'une des fonctions du quaesitor est d'enquêter sur les personnes arrivant à Constantinople en déterminant leur nom, leur origine et les raisons de leur venue. En outre, il peut contraindre par la force les personnes sans emploi à travailler dans les manufactures impériales, notamment les boulangeries. Si une de ces personnes refuse alors qu'elle est physiquement apte à l'emploi, elle peut être expulsée de la ville,. Enfin, le quaesitor détient des fonctions judiciaires, puisqu'il peut sanctionner les délits comme la contrefaçon.